# Liuhe, Gansu
Liuhe (kinesiska: 柳河) är en köping i nordvästra Kina. Den ligger i Yumen i  staden Jiuquan i provinsen Gansu, omkring 770 kilometer nordväst om provinshuvudstaden Lanzhou. Antalet invånare är 10 304. Befolkningen består av 5 011 kvinnor och 5 293 män. Barn under 15 år utgör 19,0 %, vuxna 15-64 år 75 %, och äldre över 65 år 5,0 %.